# Knäbyxor

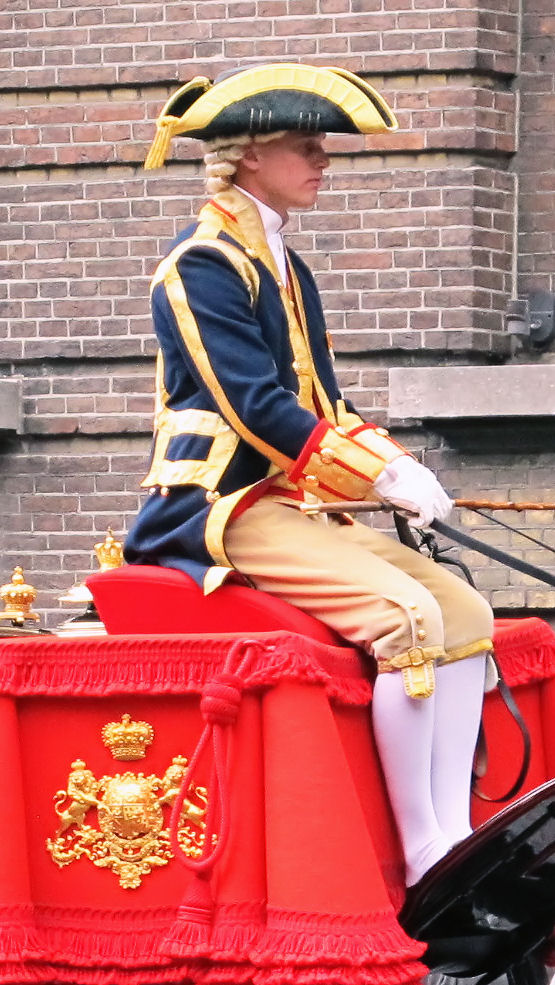
Knäbyxor som de ser ut idag vid det Nederländska hovet.

Knäbyxor är byxor som når ner precis till knäna eller strax nedanför. Knäbyxor är alltså längre än kortbyxor men kortare än långbyxor. Under 2000-talet bärs de ofta av kvinnor.
Fram till slutet av 1700-talet användes knäbyxor av typen culotter allmänt i stora delar av Europa och kulturellt närstående områden som USA. De föll dock ur modet sedan bärandet av sådana i samband med franska revolutionen hade kommit att bli ett politiskt ställningstagande, nämligen ett stöd för den gamla regimen (de som stod för det nya kallades sans-culottes, "utan knäbyxor"). Bland allmogen behölls knäbyxorna dock längre och försvann inte förrän omkring 1800-talets mitt, eller ännu senare i vissa trakter. Knäbyxor och långbyxor användes dock parallellt under en lång period, ungefärligen 1800-talets första halva.